# Peter Hansen
Pour les articles homonymes, voir Hansen.
Pour le golfeur, voir Peter Hanson.
Peter Franklin Hansen est un acteur américain, né le 5 décembre 1921 à Oakland (Californie) et mort le 9 avril 2017 à Santa Clarita (Californie).

## Biographie
Au cinéma, Peter Hansen contribue à trente-deux films américains, le premier étant le western Marqué au fer de Rudolph Maté (avec Alan Ladd et Mona Freeman), sorti en 1950. Sa dernière prestation au grand écran est dans un court métrage de 2004 (après quoi il se retire).
Pour la télévision, entre 1954 et 2004, Peter Hansen contribue à cinq téléfilms et soixante-dix séries, dont The Lone Ranger (cinq épisodes, 1954-1955), Au-delà du réel (un épisode, 1965), Hôpital central (rôle de Lee Baldwin, 1965-2004), La Conquête de l'Ouest (sept épisodes, 1977-1978) et Port Charles (série dérivée d’Hôpital central, dans le même rôle de Lee Baldwin, 1997-2003). Pour ce rôle de Lee Baldwin, il obtient deux nominations aux Daytime Emmy Awards, dont un gagné.

## Filmographie partielle
Il est parfois crédité Peter Hanson.

### Cinéma
- 1950 : Marqué au fer (Branded) de Rudolph Maté : Tonio
- 1951 : La Caravane des évadés (Passage West) de Lewis R. Foster : Michael Karns
- 1951 : Le Choc des mondes (When Worlds Collide) de Rudolph Maté : Dr Tony Drake
- 1951 : Le Dernier Bastion (The Last Outpost) de Lewis R. Foster : Lieutenant Crosby
- 1951 : La Part du jeu (Darling, How Could You!) de Mitchell Leisen
- 1952 : Sous le plus grand chapiteau du monde (The Greatest Show on Earth) de Cecil B. DeMille : un spectateur
- 1952 : Le Fils de Géronimo (The Savage) de George Marshall : Lieutenant Weston Hathersall
- 1952 : L'Ivresse et l'Amour (Something to Live For) de George Stevens : un acteur à l'audition
- 1954 : Brigadoon de Vincente Minnelli : le patron du club new-yorkais
- 1954 : L'Aigle solitaire (Drum Beat) de Delmer Daves : Lieutenant Goodsall
- 1955 : Le Souffle de la violence (The Violent Men) de Rudolph Maté : George Menefee
- 1955 : Le Voleur du Roi (The King's Thief) de Robert Z. Leonard : Isaac Newton
- 1955 : Colère noire (Hell on Frisco Bay) de Frank Tuttle : Détective Connors
- 1956 : Diane de Poitiers (Diane) de David Miller : le deuxième physicien de la cour
- 1956 : Un cri dans la nuit (A Cry in the Night) de Frank Tuttle : Dr Frazee
- 1956 : Un magnifique salaud (The Proud and Profane) de George Seaton : Lieutenant Hutchins
- 1956 : Les Dix Commandements (The Ten Commandments) de Cecil B. DeMille : un jeune assistant
- 1957 : Le Miroir au secret (5 Steps to Danger) d'Henry S. Kesler : Karl Plesser
- 1957 : Terre sans pardon (Three Violent People) de Rudolph Maté : Lieutenant Marr
- 1961 : Milliardaire pour un jour (Pocketful of Miracles) de Frank Capra : un assistant du gouverneur
- 1964 : La Fureur des Apaches (Apache Rifles) de William Witney : Capitaine Green
- 1965 : Harlow, la blonde platine (Harlow) de Gordon Douglas : l'assistant réalisateur Hansen
- 1989 : La Guerre des Rose (The War of the Roses) de Danny DeVito : M. Marshall
- 2002 : Apparitions (Dragonfly) de Tom Shadyac : Phillip Darrow

### Télévision
Séries
- 1954-1955 : The Lone Ranger
  - Saison 4, épisode 15 Homer with a High Hat (1954 - Marshal Jim) de Wilhelm Thiele, épisode 25 The Law Lady (1955 - Shérif-adjoint Bill Taylor) d'Oscar Rudolph, épisode 29 Sawtelle Saga's End (1955 - Peter Sawtelle), épisode 41 Sheriff's Sale (1955 - Shérif Jack Morrison) d'Oscar Rudolph et épisode 43 Death Goes to Press (1955 - Smiley Phillips) de Wilhelm Thiele
- 1956-1957 : La Flèche brisée (Broken Arrow)
  - Saison 1, épisode 6 Medicine Men (1956) de John English et épisode 22 Rebellion (1957) : Capitaine Farrell
  - Saison 2, épisode 1 White Man's Magic (1957) : Capitaine Farrell
- 1958 : Perry Mason, première série
  - Saison 1, épisode 26 The Case of the Half-Wakened Wife : Howard Black
- 1958 : Mike Hammer (Mickey Spillane's Mike Hammer), première série
  - Saison 1, épisode 23 Look at the Old Man Go de Boris Sagal : Steve Sandborg
- 1958 : Remous (Sea Hunt)
  - Saison 1, épisode 4 Mark of the Octopus (Bennett) d'Andrew Marton, épisode 33 Dead Man's Cove (Lieutenant Tom Quinn) de John Florea et épisode 35 The Amphibian (George Peterson)
- 1959 : Bat Masterson
  - Saison 1, épisode 14 Election Day : Teddy Wright
- 1961 : Maverick
  - Saison 4, épisode 18 The Cactus Switch de George Waggner : Lawrence Deville
- 1961 : Les Aventuriers du Far West (Death Valley Days)
  - Saison 9, épisode 22 Dead Men's Tale : Dr Allen Camden
  - Saison 10, épisode 11 Miracle at Boot Hill : Bill Groat
- 1962 : Ombres sur le soleil (Follow the Sun)
  - Saison unique, épisode 19 Ghost Story de Felix E. Feist : Eddie
- 1963 : Les Incorruptibles (The Untouchables)
  - Saison 4, épisode 15 Boule de neige (The Snowball) : Professeur Harold Farris
- 1964 : Le Jeune Docteur Kildare (Dr. Kildare)
  - Saison 3, épisode 22 Why Won't Anybody Listen? de John Newland : M. Sloan
- 1964-1965 : Lassie
  - Saison 11, épisode 11 Nature's Way (1964) de William Beaudine et Christian Nyby, épisode 20 High Water (1965) de Jack Hively et épisode 32 Lassie's Teamwork (1965) de William Beaudine et Christian Nyby : Pete, le contrôleur du niveau d'eau
- 1965 : Au-delà du réel (The Outer Limits)
  - Saison 2, épisode 15 Le Cerveau du colonel (The Brain of Colonel Barham) de Charles F. Haas : Major Locke
- 1965 : Des agents très spéciaux (The Man from U.N.C.L.E.)
  - Saison 1, épisode 18 La Folle Journée (The Mad, Mad, Tea Party Affair) : l'agent Morgan
- 1965-1968 : Sur la piste du crime (The F.B.I.)
  - Saison 1, épisode 1 The Monster (1965) de William A. Graham : Lee Haynes
  - Saison 3, épisode 25 The Predators (1968) de Jesse Hibbs : George Conners
- 1965-2004 : Hôpital central (General Hospital), feuilleton : Lee Baldwin
- 1976 : Sergent Anderson (Police Woman)
  - Saison 3, épisode 2 Les Militants (Tender Soldier) de Corey Allen : Dunlap
- 1977-1978 : La Conquête de l'Ouest (How the West Was Won), mini-série, 7 épisodes : Major Drake
- 1985 : Les Craquantes (The Golden Girls)
  - Saison 1, épisode 5 Le Triangle (The Triangle) de Jim Drake : Dr Elliot Clayton
- 1985 : Magnum (Magnum, P.I.)
  - Saison 6, épisode 10 La Taupe (Blood and Honor) : le capitaine de marine, juge à l'audience
- 1985-1988 : Simon et Simon (Simon & Simon)
  - Saison 4, épisode 15 Entrez le Jaguar (Enter the Jaguar, 1985) : Wells
  - Saison 6, épisode 16 Le Voyeur (Judgement Call, 1987) de Burt Kennedy : Miles Cameron
  - Saison 8, épisode 11 Délit d'initié (First, Let's Kill All the Lawyers, 1988) : Lloyd Grant
- 1986 : Cagney et Lacey (Cagney and Lacey)
  - Saison 5, épisode 19 Exit Stage Center de James Frawley : Chet Gardner
- 1987 : Starman
  - Saison unique, épisode 21 Starscape, Part II : Général Elliot
- 1988 : Cheers
  - Saison 6, épisode 14 Le Chouchou du patron (And God Created Woodman) de John Ratzenberger : Daniel T. Collier
- 1988 : La Loi de Los Angeles (L.A. Law)
  - Saison 3, épisode 3 Un désir coupable (Romancing the Drone) : Juge Jeffrey Liddle
- 1989 : Quoi de neuf docteur ? (Growing Pains)
  - Saison 5, épisode 12 Carol's Promotion : M. Littlefield
- 1991 : Matlock
  - Saison 5, épisode 22 La Renommée (The Celebrity) de Leo Penn : Edgar Welden
- 1997-2003 : Port Charles, feuilleton : Lee Baldwin

Téléfilms
- 1968 : Alexandre le Grand (Alexander the Great) de Phil Karlson : Tauron
- 1990 : In the Best Interest of the Child de David Greene : Dr Innes
- 1990 : Bar Girls d'Eric Laneuville : le marshal

## Distinctions

### Nomination
- 1974 : Daytime Emmy Award du meilleur acteur dans une série télévisée dramatique, pour Hôpital central.

### Récompense
- 1979 : Daytime Emmy Award du meilleur acteur dans un second rôle dans une série télévisée dramatique, pour Hôpital central.

## Note et référence
1. ↑  (en) « Peter Franklin Hansen » sur legacy.com
2. ↑  La participation de Peter Hansen au film néerlandais Willem van Oranje (1934), mentionnée par l'IMDb ci-dessus, est sujette à caution et demande confirmation (il s'agit probablement d'une confusion avec un homonyme).